# Chipiro
Chipiro est une localité de la paroisse civile d'Yapacana dans la municipalité d'Atabapo dans l'État d'Amazonas au Venezuela sur le río Yagua.